# Anton Caspar Christoph Cleve
Anton Caspar Christoph Cleve (auch: Anton Caspar Cristoph Cleve; geboren 16. September 1694 in Lutter am Barenberge; gestorben 8. Februar 1765) war ein deutscher Beamter und hannoverscher Oberkommissar und Amtmann zu Weende und Radolfshausen.

## Leben

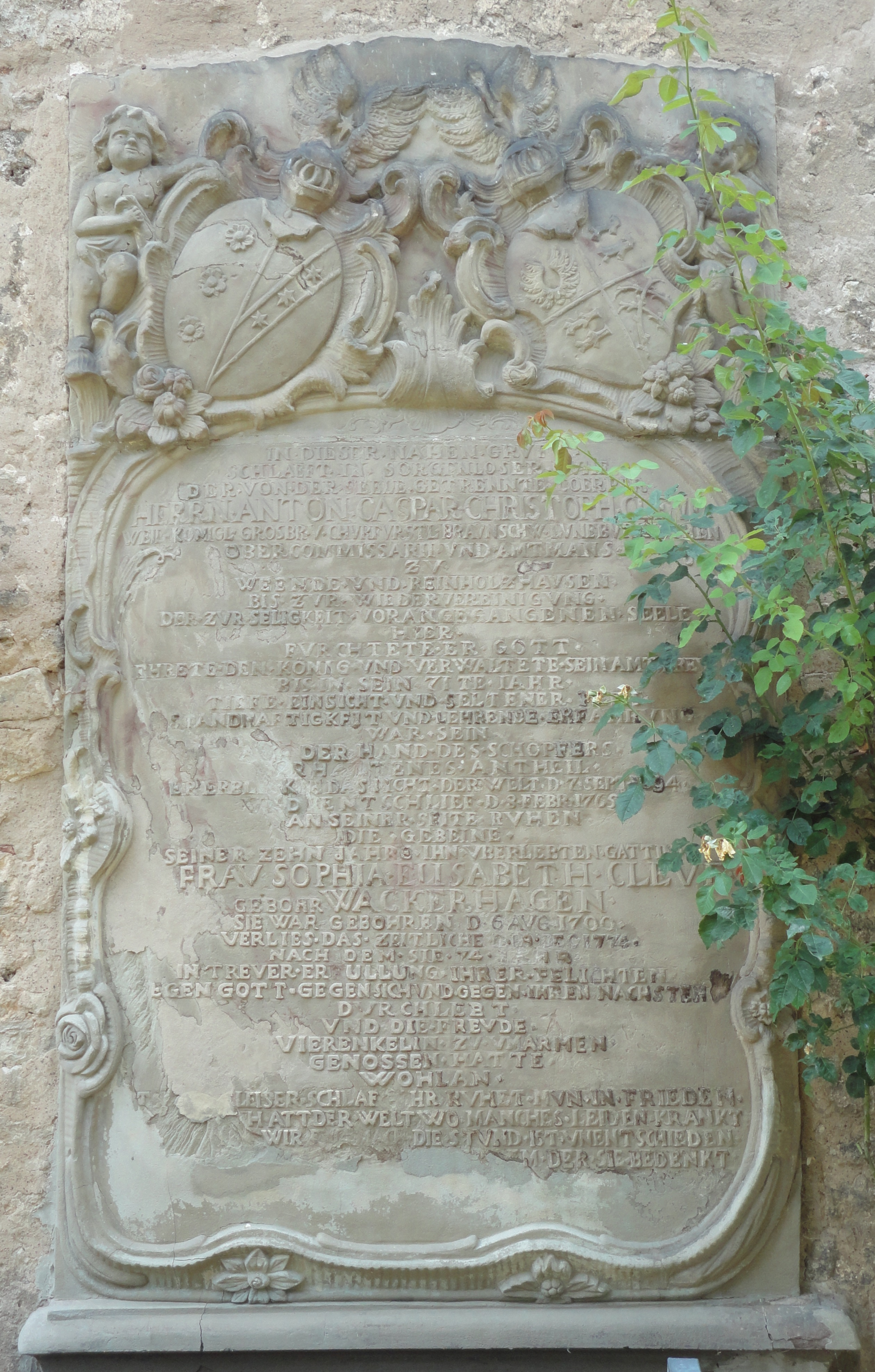
Epitaph an der Außenwand der Kirche St. Petri in Weende mit den von Putten gestützten Wappen der Familien Cleve und Wackerhagen

Cleve wurde im Kurfürstentum Braunschweig-Lüneburg als Sohn des Amtmanns in Bevern Johann Gabriel Cleve (1653–1716) und der Maria Juliane Helene geb. Burchtorff (1667–1749) geboren. Am 3. Januar 1719 war er Bürger in Goslar. Ab 1720 war er zunächst Amtmann in seinem Geburtsort Lutter am Barenberge. 1725 wurde er unter dem Vorwurf des Friedensbruchs im Zusammenhang mit dem Prozess gegen seinen Schwiegervater Christian Julius Wackerhagen kurzzeitig verhaftet.
Zur Zeit der Personalunion zwischen Großbritannien und Hannover wurde er „Pächter des Klosterhaushalts zu Weende“. Nach seiner Tätigkeit als „Commissarius“ und Pächter des Gutes Equord wirkte er ab 1740 zunächst als Amtmann in Weende, Oberkommissar in Ackenhausen bei Gandersheim und auf Astfeld bei Goslar.
Während des Siebenjährigen Krieges wurde er am frühen Morgen des 1. August 1758 durch das „Fischersche Corps“ gemeinsam mit „2 Wagen mit blessierten“ mitgeführt sowie mit dem zuvor in Harste tätigen Oberamtmann Justus Ludwig Schlemm und entweder mit dem zuvor ebenfalls in Harste tätigen Pastor Johann Justus Walther (25. Dezember 1704–25. August 1785) oder dem aus Göttingen stammenden Weender Pastor Justus Christof Reinholt (circa September 1675–22. Januar 1761).
Ab 1763 wirkte Cleve als „Obercomissarius und Amtmann zu Weende und Radolfshausen.“
Cleve heiratete am 31. Oktober 1719 in Braunlage die ihn überlebende Ehefrau Sophia Elisabeth Cleve, geborene Wackerhagen (geboren am 6. August 1700 in Braunlage; gestorben am 9. Dezember 1774 in Weende), Tochter des Christian Julius Wackerhagen und der Dorothea Margaretha von Wehnde. Aus der Ehe gingen mindestens vier Kinder hervor und mindestens vier Enkel.

## Epitaph
Nahe der Gruft des Ehepaares wurde an der Außenwand der St. Petri-Kirche in Weende ein mit Anklängen an das Rokoko gestaltetes Epitaph für die beiden Verstorbenen installiert. Über der Inschrift stützen zwei Putten die behelmten Wappen der beiden Familien.